# Tante Julia et le Scribouillard (film)
Pour plus de détails, voir Fiche technique et Distribution.
Tante Julia et le Scribouillard (titre original : Tune in Tomorrow...) est un film américain réalisé par Jon Amiel, sorti en 1990 d'après l'œuvre de Mario Vargas Llosa La Tante Julia et le Scribouillard

## Fiche technique
- Titre original : Tune in Tomorrow...
- Titre français : Tante Julia et le Scribouillard
- Réalisation : Jon Amiel
- Scénario : William Boyd d'après Mario Vargas Llosa
- Photographie : Robert M. Stevens
- Montage : Peter Boyle
- Musique : Wynton Marsalis
- Pays d'origine :  États-Unis
- Genre : Comédie
- Durée : 107 minutes
- Date de sortie : 1990

## Distribution
- Barbara Hershey : Tante Julia
- Keanu Reeves (VF : Jean-François Vlérick) : Martin Loader
- Peter Falk (VF : Serge Sauvion) : Pedro Carmichael
- Patricia Clarkson : Tante Olga
- Richard Portnow : Oncle Luke
- Joel Fabiani : Ted Orson
- Anna Levine : Faith Hope
- Peter Maloney : Luther Aslinger
- Dedee Pfeiffer : Nellie
- Henry Gibson : Big John Coot
- Peter Gallagher : Richard Quince
- Dan Hedaya : Robert Quince
- Buck Henry : Père Serafim
- Hope Lange : Margaret Quince
- John Larroquette : Docteur Albert Quince
- Elizabeth McGovern : Elena Quince
- Shirley Horn : Chanteur de jazz
- Ray McKinnon : Cub Reporter
- Wynton Marsalis
- The Neville Brothers